# Сака, Берке
Берке Сака (тур. Berke Saka; род. 9 июля 2003, Турция) — турецкий пловец, специализирующийся в плавании на спине и комплексным плаванием. Участник Олимпийских игр.

## Биография
Берке Сака родился 9 июля 2003 года.

## Карьера
Выступает за клуб «Галатасарай».
На чемпионате Турции среди юниоров 2019 года завоевал серебряную медаль на дистанции 200 м на спине. Он также стал шестым на стометровой дистанции, и десятым на 50 м. В том же месяце он участвовал на международном юношеском турнире в Австрии, где завоевал три медали — серебро на дистанции 200 м на спине и две бронзы на 200 м комплексным плаванием и 100 м на спине.
На юниорском чемпионате Европы в Казани добрался до полуфинальной стадии на дистанции 200 м на спине, а на «стометровке» не сумел преодолеть квалификацию. В итоговом зачёте он стал 11-м и 34-м в этих дисциплинах, соответственно. В том же месяце завоевал бронзу на Европейском юношеском олимпийском фестивале в Баку на дистанции 200 м комплексным плаванием, а также серебро на 200 м на спине. На юниорском чемпионате мира в Будапеште выступил неудачно, завершив соревнование на 22-м и 30-м местах в квалификации на 200 м на спине и 200 м комплексом, соответственно.
Выступил на Кубке мира в Казани в 2019 году в ноябре, но лучшим результатом стало десятое место в плавании на 200 м на спине. Он также стал 15-м на 200 м комплексным плаванием, 17-м на 100 м на спине и 35-м на 100-метровой дистанции вольным стилем. В декабре стал бронзовым призёром на чемпионате Турции на короткой воде.
Весной 2021 года завоевал золото на международном турнире в Турции. На чемпионате Европы в Будапеште, который из-за коронавируса был перенесён с 2020 на 2021 год, занял 22-е место в плавании на 200 м комплексом, 24-е на 200 м на спине. На чемпионате Европы среди юниоров в Италии в июле 2021 года завоевал золото на дистанции 200 м комплексным плаванием и серебро на 200 м на спине.
В апреле 2021 года Берке Сака выполнил олимпийских норматив в дисциплине 200 м на спине и получил право представить свою страну на Олимпиаде в Токио. Он занял 23-е место в квалификации с результатом 1.58,66.
Вместе с Мерве Тунджел Сака нес флаг сборной на церемонии открытия Олимпийских игр в Токио.